# Трансплантология

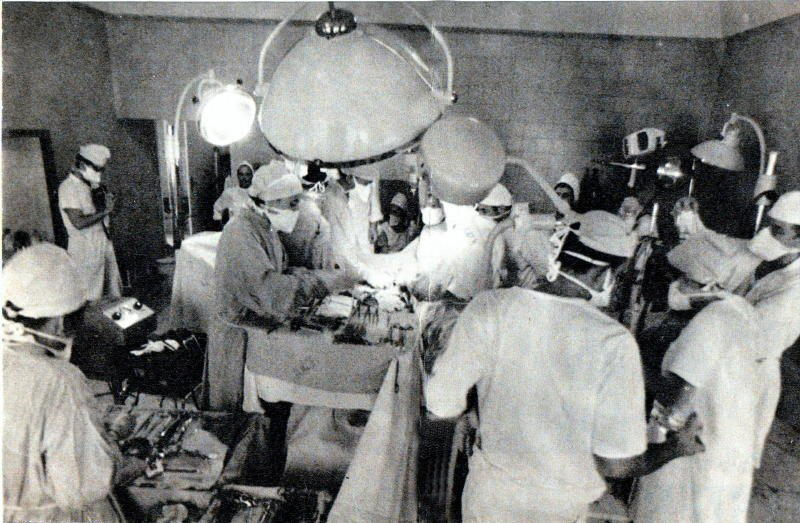
Первая в Чехословакии пересадка сердца (1968 год)

Трансплантоло́гия — раздел медицины, изучающий проблемы трансплантации органов (в частности, почек, печени, сердца), а также перспективы создания искусственных органов.
Трансплантология имеет несколько направлений:
1. ксенотрансплантация — трансплантация органов и/или тканей от животного другого биологического вида;
2. аллотрансплантация — трансплантация, при которой донором трансплантата является генетически и иммунологически другой человеческий организм;
3. искусственные органы[2];
4. выращивание органов из стволовых клеток или ИПСК;
5. аутотрансплантация — реципиент трансплантата является его донором для самого себя.

## История трансплантологии

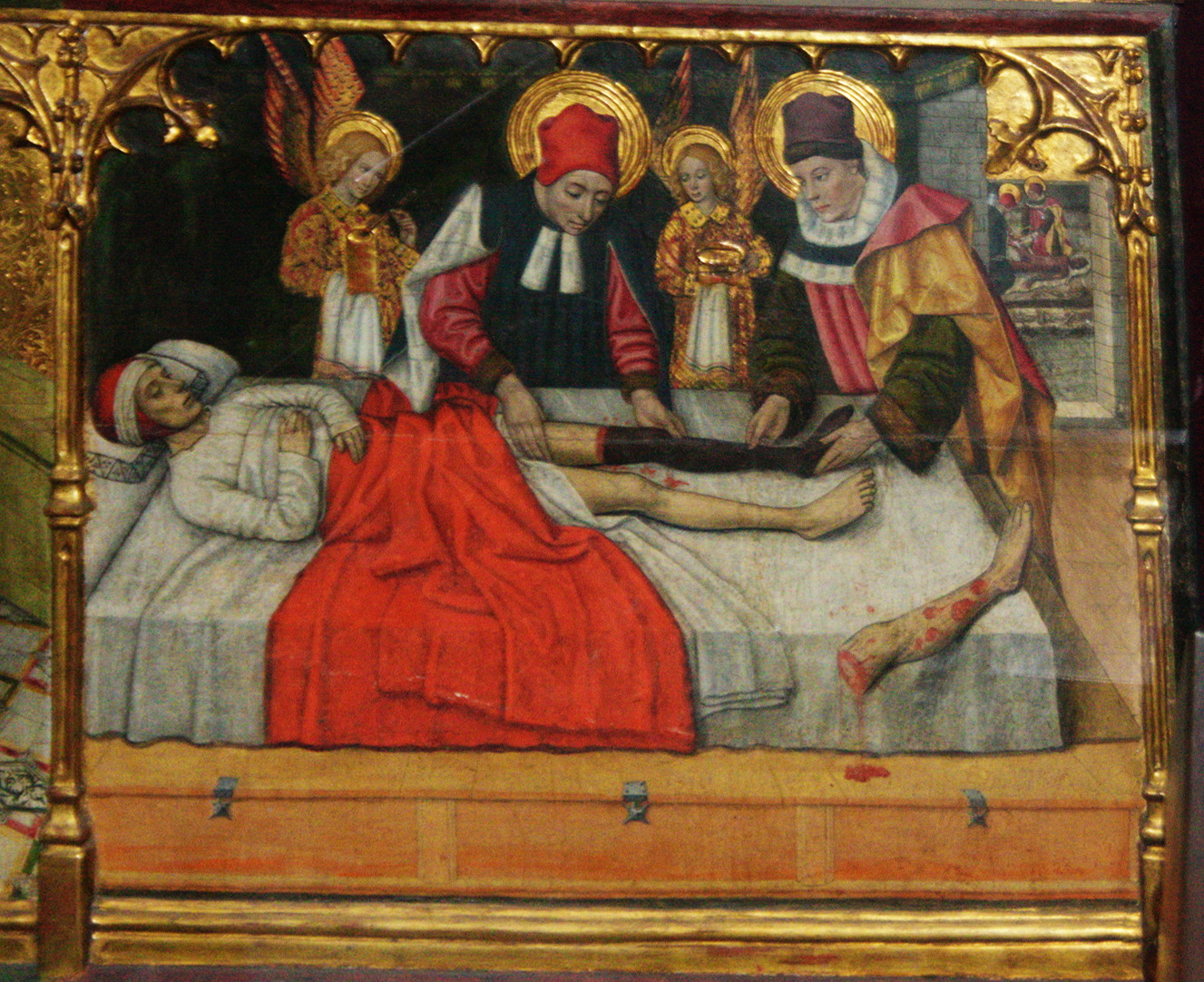
Святые Косма и Дамиан пересаживают больному ногу от умершего мавра.
Хайме Уге, 1459—1460.

Основоположником экспериментальной трансплантации жизненно важных органов, в частности сердца, является Алексис Каррель, удостоенный за это в 1912 году Нобелевской премии. Он проводил исследования по трансплантации органов в эксперименте, консервации их и технике наложения сосудистых анастомозов. Он разработал основные принципы консервации донорского органа, его перфузии.
Первая попытка трансплантации органа от человека к человеку была предпринята в 1933 году в Херсоне Юрием Юрьевичем Вороным. Одним из основоположников мировой трансплантологии является российский учёный В. П. Демихов, который в 1951 году детально разработал пересадку донорского сердца собаке. 3 декабря 1967 года хирург из ЮАР Кристиан Барнард, пройдя предварительно стажировку у Демихова, а также в ряде мировых хирургических клиник, впервые в мире осуществил успешную трансплантацию сердца человеку в Кейптауне. Барнард считал Демихова своим учителем, дважды посещал его лабораторию. С тех пор сделано уже более 40 тысяч таких операций. В СССР первым два раза провел пересадку сердца - первый - в декабре 1967 года, а затем 4 ноября 1968 года главный хирург Советской Армии Александр Александрович Вишневский, а первую успешную пересадку выдающийся хирург, академик Российской академии наук Валерий Иванович Шумаков 12 марта 1987 года. В настоящее время его имя носит институт трансплантологии и искусственных органов в Москве, считающийся головным учреждением Российской Федерации в области клинической и экспериментальной трансплантологии.
Первая успешная пересадка почки была осуществлена в декабре 1954 года между двумя идентичными братьями-близнецами группой врачей под руководством Джозефа Мюррея (Murrey). Джозеф Мюррей продолжил исследования и добился возможности пересадки почки от неродственного донора, а также исследовал свойства иммунодепрессантов и механизм отторжения. Первую трансплантацию печени выполнил в 1956 году Томас Старзл. Пересадка лёгкого впервые была проведена в 1963 году доктором Джеймсом Харди в клинике Университета Миссисипи, однако пациент скончался через несколько дней после операции. Успешная трансплантация одного лёгкого удалась Джоелу Куперу в 1983 году, он же в 1986 году провёл удачную пересадку двух легких.
Трансплантация тканеинженерной трахеи в настоящее время является единственной надеждой для множества пациентов, страдающих тяжелыми рубцовыми стенотическими поражениями. В июне 2008 года была проведена первая пересадка человеческого органа, выращенного из стволовых клеток, профессором Паоло Маккьярини в клинике Барселоны. Пациентом была взрослая женщина, чья трахея пострадала от туберкулёза. Через месяц после операции кровоснабжение пересаженного органа полностью восстановилось. Однако, после череды смертей пациентов началось расследование, которое выявило подтасовки научных данных и фактическое отсутствие предварительных исследований и опытов, необходимых перед реальными операциями на людях. 
Рекордсменом по продолжительности жизни с донорским органом (сердцем) стал американец Тони Хьюсман, который прожил после трансплантации 30 лет и умер от рака.
В соответствии с Законом Российской Федерации № 4180-1 от 22 декабря 1992 г., донором может быть, как живой человек, так и труп. Однако забор ряда органов (почки, сердце или легкие) при этом может осуществляться только при наступлении биологической смерти донора, и имели место случаи, когда этот закон нарушался. Так, 11 апреля 2003 года врачи 20-й городской больницы г. Москвы попытались забрать почки у ещё живого человека, 53-летнего пациента А.Т.Орехова (26.10.1949 - 11.04.2003) , чему воспрепятствовали сотрудники милиции и реаниматологи клинического госпиталя ГУВД Москвы. Несмотря на усилия реаниматологов, во время операции у пациента 3 раза останавливалось сердце, после третьей попытки пациент скончался, а против врачей 20-й больницы завели уголовное дело по обвинению в покушении на убийство, поскольку операция по забору почки могла начаться только после составления акта констатации его биологической смерти.
В апреле 2019 года врачи Научного медицинского исследовательского центра (НМИЦ) им. академика В. И. Шумакова провели первую в мире успешную операцию по пересадке легких и печени девятилетнему ребенку с муковисцидозом. Уникальность этого случая заключается в том, что на момент проведения операции вес ребенка составлял всего лишь 30 килограмм. Пересажены были органы взрослого донора, небольшого роста и веса.  В связи с этим печень, пересаженную ребенку, уменьшать не пришлось, однако, легкие подверглись существенной редукции.
Впервые в России в 2019 году врачами Санкт-Петербурга была выполнена пересадка лица. Военнослужащему, получившему электрический ожог, была произведена трансплантация сложного комплекса тканей лица, включающего тотальную пересадку носа вместе со слизистой, с хрящевыми, костными основами и мышцами. Подготовка к операции заняла два года. Подобная операция стала 32-й по счету в мире.

## Проблематика трансплантологии
Дефицит донорских органов является одной из основных проблем современной клинической трансплантологии. Стандартная практика получения донорских органов требует установления диагноза смерти мозга, длительной процедурой, требующей привлечения большого числа специалистов, что в ряде случаев приводит к утрате качества донорского органа как в результате внезапной остановки его сердца, так и за счет прижизненных системных изменений в организме умершего. В организме донора развивается системная воспалительная реакция, сопровождающаяся процессами тромбообразования, а также активацией системы комплемента. Комплекс возникающих патологических явлений получил название ишемически-реперфузионной травмы, которая ложится в основу «окислительного стресса», неизбежно наступающего при взаимодействии продуктов анаэробного метаболизма с насыщенной кислородом кровью реципиента после трансплантации.

## Современная эффективность трансплантологии
В начале XXI века трансплантации часто имеют положительный результат при условии применения современных иммунодепрессивных средств, особенно циклоспорина и глюкокортикоидов, а также совместимости органов донора и реципиента

### Пересадка почки
При пересадке почки более 75 % пациентов с необратимой утратой почечной функции получают положительный результат уже сразу после операции..

### Пересадка печени
Трансплантаты печени успешно функционируют в течение 1 года в 70-80 % случаев.

### Пересадка сердца
Успешное функционирование трансплантата в течение года отмечается у 70 % реципиентов.
Некоторые пациенты с пересаженным сердцем живут по 20 лет, в России максимальная продолжительность – около 17 лет. Статистика такова: первый год после операции успешно преодолевают 90% больных, пять лет проживают около 70%, десять лет – примерно половина. Это немало, если учесть, что все они до пересадки были обречены.
Некоторые надежды подает открытие того факта что увеличение активности регуляторного белка, называемого DEPTOR в иммунных клетках Tregs, позволяет трансплантату сердца в пять раз дольше прожить у мышей даже без использования иммунодепрессантов. Дальнейшее исследование этого феномена возможно значительно повысит успех пересадок.

### Пересадка поджелудочной железы
Число успешных пересадок поджелудочной железы достигает 70-80 % случаев. В последнее время предпринимаются попытки пересаживать пациентам при угрожающем жизни сахарном диабете 1-го типа извлеченные специальными способами из донорских желез ответственные за выработку инсулина клетки островков Лангерганса. Для преодоления реакций отторжения пересаживаемые клетки ученые пытаются изолировать от иммунной системы реципиента. Подробнее о пересадке островков Лангерганса см. в статье Трансплантация островковых клеток.